# Hugo Partsch
Hugo Partsch (* 28. September 1938 in Wien; † 26. Januar 2023 in Altlengbach) war ein österreichischer Mediziner und Hochschullehrer. Er lehrte als Professor für Dermatologie an der Universität Wien und war Ehrenmitglied zahlreicher internationaler medizinischer Fachgesellschaften.

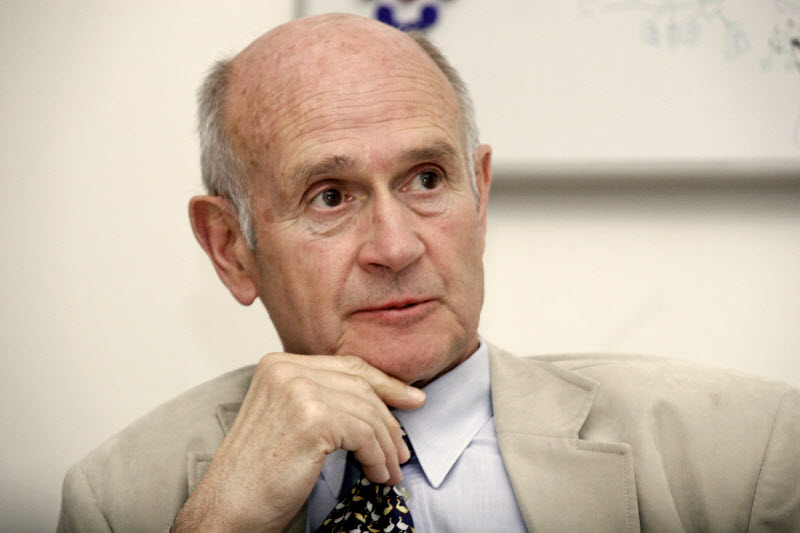
Hugo Partsch

## Werdegang
Hugo Partsch absolvierte das Gymnasium mit Auszeichnung und studierte im Anschluss Medizin in Wien, Freiburg und Kiel. Er promovierte im Jahr 1962 an der Medizinischen Universität Wien. Nach der ärztlichen Ausbildung im Landesklinikum Lilienfeld wechselte Partsch im Jahr 1965 in das Wilhelminenspital in Wien.

### Ärztliche Tätigkeit
Im Jahr 1966 spezialisierte er sich dort und an der Universitären Hautklinik auf die Dermatologie. Ab 1970 war Partsch als Oberarzt am Wilhelminenspital tätig. 1979 habilitierte er sich in der Dermatologie und spezialisierte sich zusätzlich in der Angiologie. Im Folgejahr baute Partsch die Gefäßambulanz des Wiener Hanusch-Krankenhauses auf, deren Leitung er anschließend übernahm. Im Jahr 1984 erhielt er einen Lehrstuhl für Dermatologie an der Medizinischen Universität Wien. Neben seiner Lehrtätigkeit etablierte er eine ambulante Einrichtung für Venenerkrankungen und leitete ab 1987 die dermatologische Abteilung des Wilhelminenspitals.
Am 30. November 2000 trat Partsch in den Ruhestand.

### Wissenschaftliche Arbeit und Publikationen
In mehr als vierhundert wissenschaftlichen Veröffentlichungen deckte Partsch das gesamte Spektrum der Phlebologie und der Angiologie sowie angrenzender Sachgebiete und weitere Themenfelder ab. Insbesondere die Kompressionstherapie war ein Mittelpunkt seiner wissenschaftlichen Arbeit und des darauf aufbauenden ehrenamtlichen Engagements. Neben seinen Veröffentlichungen zur Phlebologie forschte und veröffentlichte er zur Thrombose, Lymphologie und zur Neuropathie. Sein wissenschaftlicher Schwerpunkt lag dabei auf den peripheren Gefäßerkrankungen, der venösen Thromboembolie und dem Ulcus cruris. Bereits früh setzte er sich Partsch für die ambulante Therapie der Tiefen Beinvenenthrombose mit Antikoagulanzien und Kompressionstherapie ein, die heutzutage als Standard etabliert ist. Er wirkte neben seiner eigenen regen Publikationstätigkeit als Herausgeber der Zeitschrift für Gefäßerkrankungen und des VASA – European Journal of Vascular Medicine. Dennoch wurde aus Partsch kein „typischer Fachbuch-Wissenschaftler“, der in einer eigenen Welt lebt, sondern im Gegenteil ein oft gesehener Vortragender – Partsch beherrschte mehrere Sprachen – auf vielen internationalen Kongressen.

## Fachliches Engagement

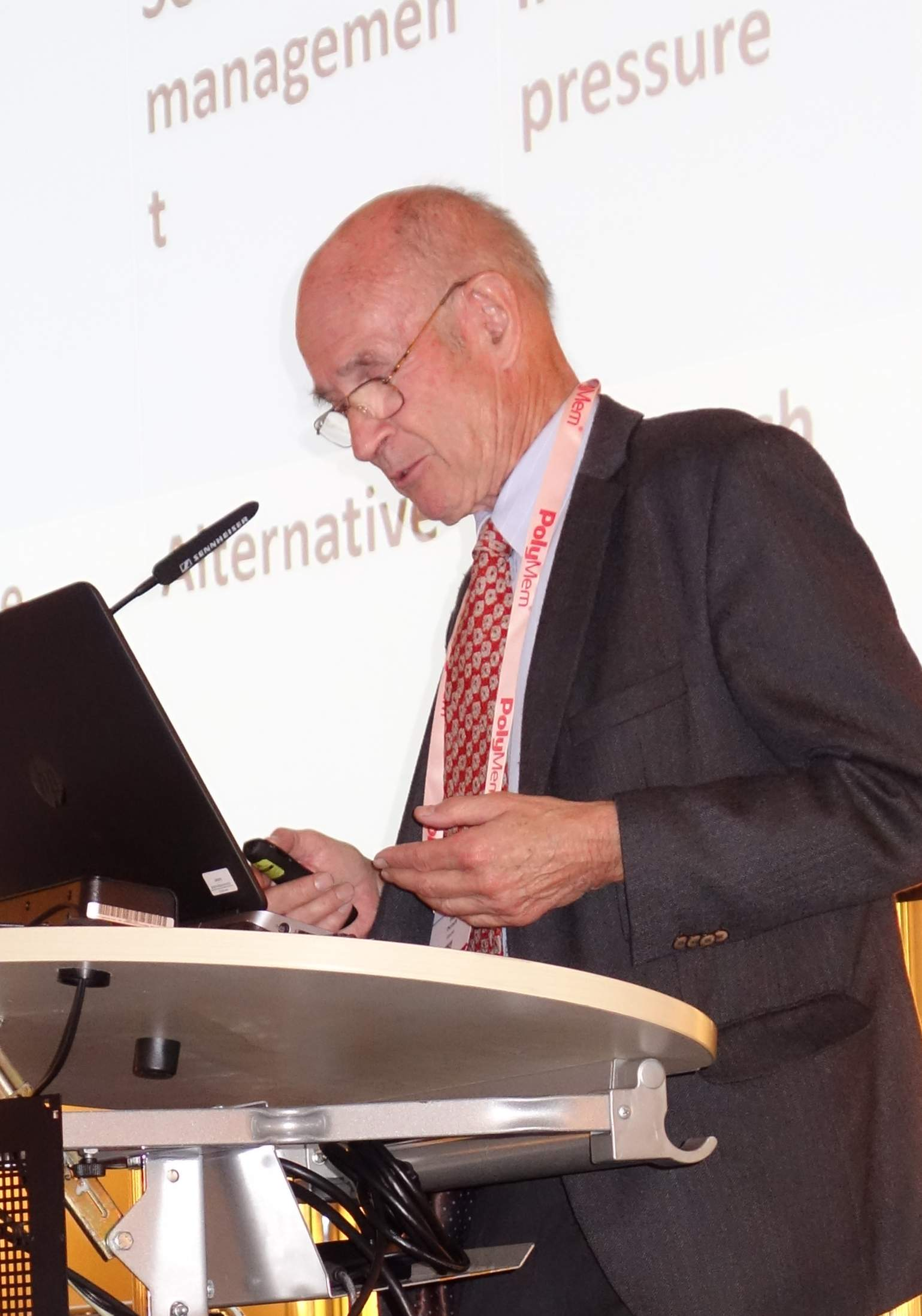
Hugo Partsch

Partsch begründete im Jahr 1986 die österreichische Arbeitsgruppe für Phlebologie. Aus dieser ging später die Österreichische Gesellschaft für Phlebologie hervor, deren erster Präsident er wurde. Von 1999 bis 2003 amtierte Partsch zudem als Präsident der Union Internationale de Phlebologie (UIP), des phlebologischen Weltverbands.
Die Gründung des International Compression Club (ICC) geht auf die Initiative Partschs zurück. Der ICC ermöglicht einen Brückenschlag zwischen Forschung und Praxis der Kompressionstherapie und den Entwicklern der hierbei zur Anwendung kommenden Methoden sowie den Herstellern der entsprechenden Materialien. Die Mitglieder des ICC formulieren Empfehlungen und Praxisanleitungen für die Kompressionstherapie bei venösen und lymphatischen Erkrankungen, organisieren weltweit themenbezogene Kurse und Schulungen und kommen auf jährlichen Kongressen zusammen.

## Privates
Hugo Partsch lernte seine Ehefrau in seiner Zeit als Assistenzarzt kennen. Sie war auf dem Weg in ein Café namens „Partsch“ mit dem Fahrrad gestürzt und ins Krankenhaus eingeliefert worden. Das Ehepaar Partsch hatte drei Kinder und mehrere Enkelkinder.
Partsch verstarb im Januar 2023 in seinem Wohnsitz in Altlengbach in Niederösterreich. Er wurde 84 Jahre alt.

## Ehrenmitgliedschaften
- American College of Phlebology
- American Venous Forum
- Deutsche Gesellschaft für Phlebologie
- Schweizerische Gesellschaft für Angiologie
- Schweizerische Gesellschaft für Phlebologie
- Venous Forum of the Royal Society of Medicine